# برنارد جاي راي
برنارد جاي راي (بالإنجليزية: Bernard J. Ray)‏ هو عسكري أمريكي، ولد في 9 يونيو 1921 في بروكلين في الولايات المتحدة، وتوفي في 17 نوفمبر 1944 في معركة غابة هورتغن في ألمانيا.